# Gare de Labuissière
La gare de Labuissière (également appelée La Buissière) est une gare ferroviaire belge de la ligne 130A, de Charleroi à Erquelinnes (frontière), située à Labuissière section de la commune de Merbes-le-Château dans la province de Hainaut en région wallonne.
Elle est mise en service en 1852 par la Compagnie du chemin de fer de Charleroi à la frontière de France avant d'être reprise par la Compagnie du Nord - Belge en 1854. C'est une halte ferroviaire de la Société nationale des chemins de fer belges (SNCB) desservie par des trains du réseau suburbain de Charleroi (trains S).

## Situation ferroviaire
Établie à 129 m d'altitude, la gare de Labuissière est située au point kilométrique (PK) 23,70 de la ligne 130A, de Charleroi à Erquelinnes (frontière), entre les gares de Fontaine-Valmont et de Solre-sur-Sambre.

## Histoire
La station de Labuissière, est mise en service, le 6 novembre 1852, par la Compagnie du chemin de fer de Charleroi à la frontière de France, lorsqu'elle ouvre à l'exploitation sa ligne de Charleroi-Sud à Erquelinnes. Elle devient une gare de la Compagnie du Nord - Belge lorsqu'elle reprend l'exploitation de la ligne le 1er janvier 1854.

## Service des voyageurs

### Accueil
Halte SNCB, c'est un point d'arrêt non géré (PANG) à accès libre. Elle comporte deux quais avec abris.
La traversée des voies et le passage d'un quai à l'autre ce fait en empruntant le passage à niveau routier.

### Desserte
Labuissière est desservie par des trains Suburbains (S) de la SNCB, qui effectuent des missions sur la ligne 130A Charleroi - Erquelinnes en tant que ligne S63 du RER de Charleroi (voir brochure SNCB de la ligne 130A).
En semaine, la desserte cadencée à l'heure est constituée de trains S63 entre Maubeuge ou Erquelinnes et Charleroi-Central renforcés par trois trains P ou S63 supplémentaires d’Erquelinnes à Charleroi-Central (deux le matin, un l’après-midi) et trois trains S63 supplémentaires de Charleroi-Central à Erquelinnes (un le matin, deux l’après-midi).
Les week-ends et jours fériés, seuls circulent des trains S63 entre Maubeuge et Charleroi-Central, au rythme d'un train toutes les deux heures.

### Intermodalité
Un parc pour les vélos et un parking pour les véhicules y sont aménagés.

## Comptage voyageurs
Le graphique et le tableau montrent le nombre de passagers qui en moyenne embarquent durant la semaine, le samedi et le dimanche.
| Nombre de voyageurs qui embarquent à la gare de Labuissière | Nombre de voyageurs qui embarquent à la gare de Labuissière | Nombre de voyageurs qui embarquent à la gare de Labuissière | Nombre de voyageurs qui embarquent à la gare de Labuissière |
|                                                             | Semaine                                                     | Samedi                                                      | Dimanche                                                    |
| ----------------------------------------------------------- | ----------------------------------------------------------- | ----------------------------------------------------------- | ----------------------------------------------------------- |
| 1977                                                        | 209                                                         | 81                                                          | 42                                                          |
| 1978                                                        | 243                                                         | 76                                                          | 39                                                          |
| 1979                                                        | 262                                                         | 87                                                          | 40                                                          |
| 1980                                                        | 233                                                         | 67                                                          | 51                                                          |
| 1981                                                        | 231                                                         | 67                                                          | 58                                                          |
| 1982                                                        | 213                                                         | 53                                                          | 24                                                          |
| 1983                                                        | 262                                                         | 57                                                          | 24                                                          |
| 1984                                                        | 194                                                         | 59                                                          | 33                                                          |
| 1985                                                        | 214                                                         | 45                                                          | 41                                                          |
| 1986                                                        | 172                                                         | 42                                                          | 26                                                          |
| 1987                                                        | 161                                                         | 58                                                          | 20                                                          |
| 1988                                                        | 176                                                         | 49                                                          | 33                                                          |
| 1989                                                        | 159                                                         | 32                                                          | 35                                                          |
| 1990                                                        | 109                                                         | 30                                                          | 35                                                          |
| 1991                                                        | 134                                                         | 32                                                          | 25                                                          |
| 1992                                                        | 147                                                         | 39                                                          | 20                                                          |
| 1993                                                        | 123                                                         | 30                                                          | 27                                                          |
| 1994                                                        | 120                                                         | 17                                                          | 27                                                          |
| 1995                                                        | 107                                                         | 30                                                          | 18                                                          |
| 1996                                                        | 119                                                         | 15                                                          | 19                                                          |
| 1997                                                        | 141                                                         | 27                                                          | 18                                                          |
| 1998                                                        | 111                                                         | 26                                                          | 17                                                          |
| 1999                                                        | 111                                                         | 20                                                          | 25                                                          |
| 2000                                                        | 109                                                         | 38                                                          | 24                                                          |
| 2001                                                        | 86                                                          | 20                                                          | 16                                                          |
| 2002                                                        | 95                                                          | 22                                                          | 15                                                          |
| 2003                                                        | 101                                                         | 20                                                          | 17                                                          |
| 2004                                                        | 92                                                          | 14                                                          | 13                                                          |
| 2005                                                        | 93                                                          | 29                                                          | 9                                                           |
| 2006                                                        | 108                                                         | 30                                                          | 20                                                          |
| 2007                                                        | 94                                                          | 22                                                          | 16                                                          |
| 2008                                                        | -                                                           | -                                                           | -                                                           |
| 2009                                                        | 98                                                          | 30                                                          | 28                                                          |
| 2010                                                        | -                                                           | -                                                           | -                                                           |
| 2011                                                        | -                                                           | -                                                           | -                                                           |
| 2012                                                        | 111                                                         | 29                                                          | 22                                                          |
| 2013                                                        | 106                                                         | 22                                                          | 20                                                          |
| 2014                                                        | 99                                                          | 25                                                          | 14                                                          |
| 2015                                                        | 86                                                          | 15                                                          | 23                                                          |
| 2016                                                        | 86                                                          | 19                                                          | 19                                                          |
| 2017                                                        | 90                                                          | 26                                                          | 11                                                          |
| 2018                                                        | 74                                                          | 23                                                          | 18                                                          |
| 2019                                                        | 70                                                          | 20                                                          | 15                                                          |
| 2020                                                        | 59                                                          | 26                                                          | 8                                                           |
| 2021                                                        | -                                                           | -                                                           | -                                                           |
| 2022                                                        | 69                                                          | 35                                                          | 33                                                          |
| 2023                                                        | 79                                                          | 16                                                          | 13                                                          |
| 2024                                                        | 67                                                          | 17                                                          | 14                                                          |